# St. Peters FC
Der St. Peters FC ist ein Fußballverein aus Monkey Hill, St. Kitts und Nevis. Aktuell spielt der Verein in der höchsten Liga des Landes, der SKNFA Premier League. Seine Heimspiele trägt der Klub im Warner Park Sporting Complex aus.

## Geschichte
Der Klub wurde im Jahr 1975 gegründet. In der Saison 1978 findet sich der Klub dann in der zweiten Liga wieder. Danach gibt es für die nächsten Jahrzehnte keine weitergehenden Daten und erst in der Saison 2000/01 taucht die Mannschaft wieder auf, wo man gerade wieder in die zweite Liga abgestiegen war. Am Ende dieser Saison steigt der Klub aber auch direkt wieder auf. Direkt in der Folgesaison steigt man jedoch erneut ab und kann als Meister in der darauf wiederum folgenden Saison direkt wieder aufsteigen.
Anschließend kann man die Klasse erst einmal ein wenig halten, hier erreicht man manchmal die Playoffs um die Meisterschaft, verhindert in anderen Spielzeiten aber auch teilweise sehr knapp den Abstieg. Wie schon in einigen Spielzeiten zuvor erreicht der Klub auch in der Saison 2009/10 die Meisterschaft-Playoffs, diesmal erreicht man jedoch sogar das Finale gegen Newtown United, wo man nach Hin- und Rückspiel jedoch mit 1:7 klar scheitert.
Bis heute verblieb der Klub durchgehend in der obersten Liga und qualifiziert sich auch fast regelmäßig für die Playoffs.